# Partia Chrześcijańsko-Demokratyczna (Czechy)

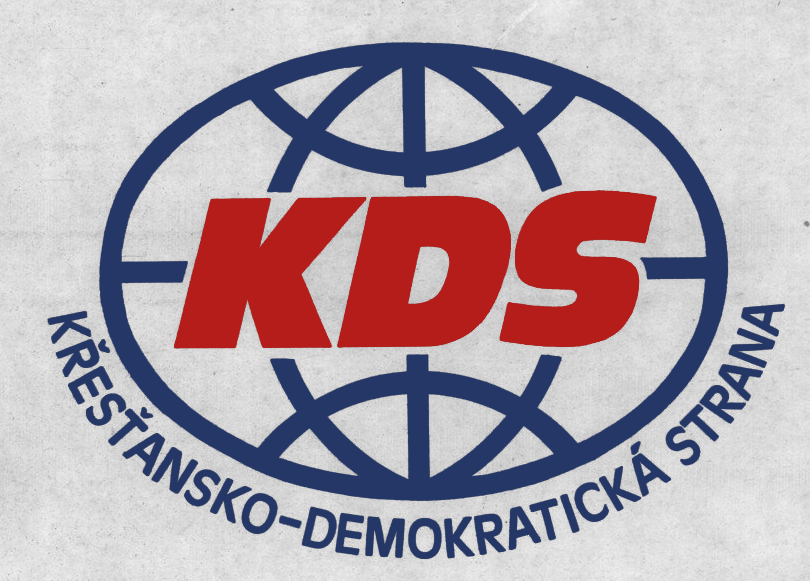
Logo KDS

Partia Chrześcijańsko-Demokratyczna (cz. Křesťanskodemokratická strana, KDS) – czeska partia polityczna o profilu chrześcijańsko-demokratycznym, działająca w latach 1989–1996.

## Historia
KDS powstała 3 grudnia 1989 na bazie powołanego parę tygodni wcześniej Klubu Chrześcijańsko-Demokratycznego. Na jej czele stanął Václav Benda, dysydent, więzień polityczny i rzecznik Karty 77. W 1990 ugrupowanie w koalicji z Czechosłowacką Partią Ludową uzyskało 4 mandaty w Czeskiej Radzie Narodowej. Przed wyborami w 1992 KDS zawiązała koalicję z Obywatelską Partią Demokratyczną (ODS), wprowadzając 10 swoich przedstawicieli do czeskiego parlamentu. Partia weszła w skład koalicji wspierającej gabinet Václava Klausa. W 1993 na jej czele stanął Ivan Pilip, a w 1996 chadecy przyłączyli się do ODS.